# Britta Marakatt-Labba

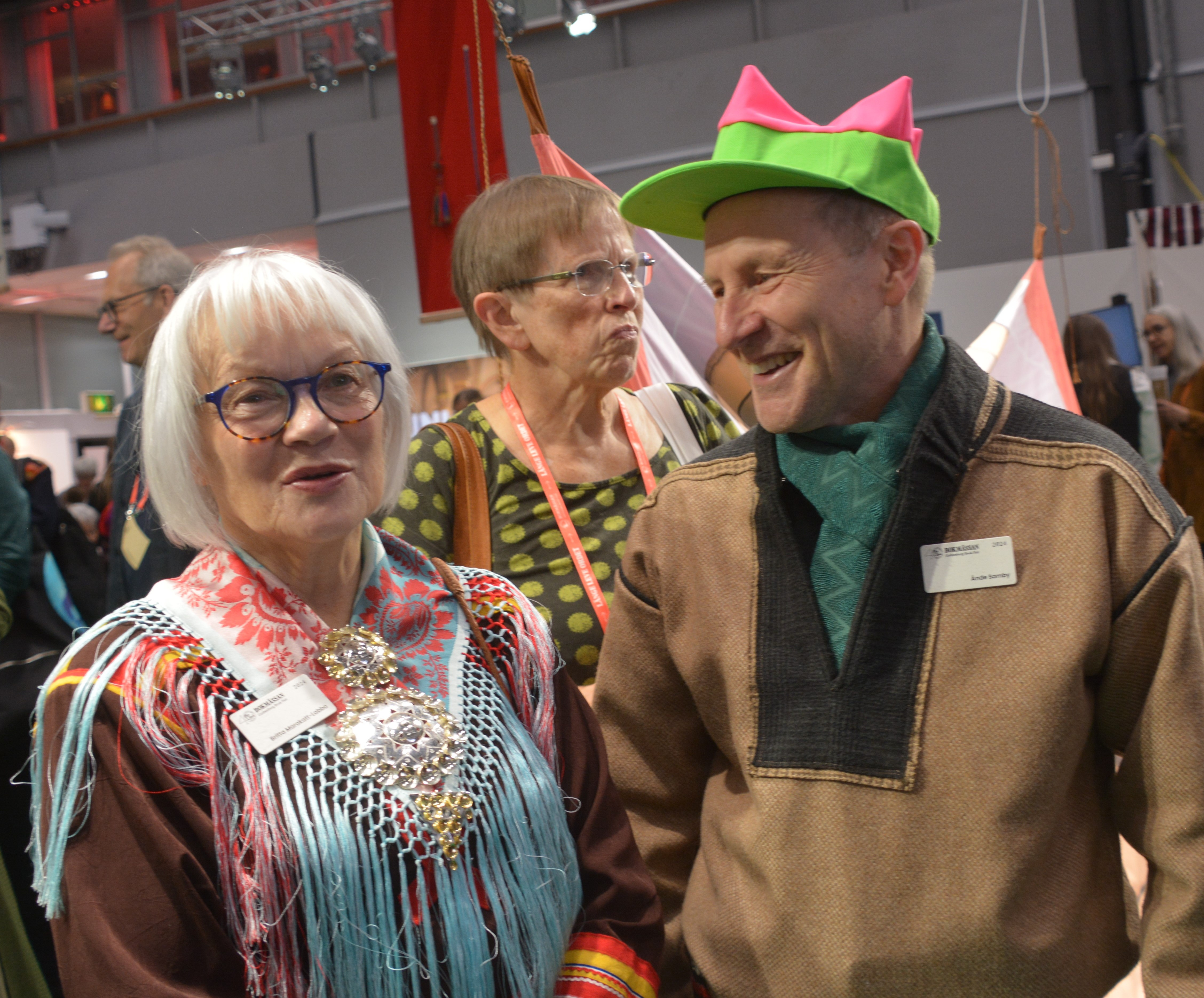
Britta Marakatt-Labba och Ánde Somby på Bokmässan i Göteborg 2024

Britta Margareta Marakatt-Labba, född Marakatt 18 september 1951 i Idivuoma i Karesuando, är en svensk-samisk textilkonstnär, målare och grafiker.

## Biografi och konstnärskap
Britta Marakatt-Labba växte upp i en syskonskara på nio barn i en renskötarfamilj i Lainiovuoma sameby vintertid och i Rostadalen i Norge sommartid. Hennes far omkom i en olycka 1956. Hon utbildade sig på Sunderby folkhögskola 1971–1973, vid Konstindustriskolan i Göteborg med bland annat Elsa Agélii som lärare 1974–1978, samt Samiska högskolan i Kautokeino 1999–2002.
Hon arbetar framför allt med textilt broderi, akvarellmålning och litografier med motiv som anknyter till samisk kultur. Hon har illustrerat ett stort antal böcker och också varit kostymör och scenograf.
I samband med Alta-konflikten gjorde hon det då omskrivna verket Kråkorna (Garjját), 1981, broderi på textil. En rad svarta fåglar flyger över himlen. Gradvis, just som de landar på marken förvandlas det till människor iklädda svarta uniformer. Verket refererar till händelsen vid Altaälven då demonstranter möttes av sex hundra norska poliser.
Hon var med om att starta Samisk Kunstnergruppe (Masi-gruppen) 1978 och var sedan engagerad i att bygga upp den samiska konstnärsorganisationen Samisk kunstnerforbund, bildad 1979.
År 2014 utsågs hon till filosofie hedersdoktor vid humanistiska fakulteten vid Umeå universitet.
Hennes textilkonstverk Historjá från 2003–2007 med motiv ur samisk historia visades på documenta 14 i Kassel 2017. Det hänger permanent i Universitetet i Tromsø. 2022 gjordes en film om konstverket, Historjá – Stygn för Sápmi. Filmen Guldbaggennominerades i fyra kategorier: bästa film, bästa ljuddesign, bästa originalmusik och bästa dokumentärfilm. 2025 utnämnde konsttidningen ARTNews broderiet som "ett av århundradets hittills främsta konstverk".
År 2019 var hon värd för Sommar i P1.
Marakatt-Labba är representerad på bland annat Röhsska museet och Uppsala Konstmuseum.

## Verk och produktioner

### Konstverk (urval)
- Guolásteapmi (Fiske), broderi med ylletråd på linneduk, 1979
- Garjját (Kråkorma), 1983, broderi, Universitetet i Tromsø
- Deattán (Mardröm), 1984, broderi, Öron-, näs- halsmottagningen, Hudiksvalls sjukhus, Hudiksvall[8]
- Giron (Kiruna), broderi, 1990, Radiotjänst, Kiruna
- Máilmmiávus (Kosmos), broderi, 1999–2000, Sameskolen i Troms, Andslimoen i Bardufoss, Målselvs kommun
- Niegadeapmi (Drömmande), broderi, 1999, Sameskolen i Troms, Målselvs kommun
- Historja (Historia), också kallad Tromsøfrisen. broderi, 24 meter långt och 40 centimeter brett, som skildrar den samiska historien och mytologin i ögonblicksbilder, 2003-2007, Teorifag-byggnaden i Universitetet i Tromsø.[9]

### Film
- Historjá – stygn för Sápmi av Thomas Jackson 2022, med Britta Marakatt-Labba och sonen John-Isak Labba (född 1992).[10]

## Utställningar
- 2025 - Där varje stygn andas, Moderna Museet, Stockholm[11]

## Priser och utmärkelser
- 1993 – Anna Nordlander-priset[12]
- 2000 – Rubus arcticus[13]
- 2011 – Asa Kitok-stipendiet[14]
- 2012 – Kauppistipendiet[15][16]
- 2015 – Per Ganneviks stipendium[17]
- 2017 – John Saviopriset[18]
- 2017 – Illis quorum[19]
- 2018 – Västerbottens-Kurirens kulturpris[20]
- 2018 – Stig Dagerman-priset[21]
- 2020 – Prins Eugen-medaljen[22]
- 2024 - Nesjornprosen, Klassekampens kulturpris